# StEG II 1251–1256
Die StEG II 1251–1256 waren Güterzug-Schlepptenderlokomotiven der Staats-Eisenbahn-Gesellschaft (StEG), einer privaten Eisenbahngesellschaft Österreich-Ungarns.
Die StEG beschaffte diese vierfach gekuppelten Lokomotiven 1890 bei der eigenen Lokomotivfabrik.
Die sechs Maschinen dieser Reihe wurden von der StEG zunächst als Vn mit den Nummern 1251–1256, ab 1897 als Reihe 43 bezeichnet.
Sie hatten Innenrahmen, Außensteuerung, Doppeldom mit Verbindungsrohr und eine sehr große Rostfläche, was auf schlechte Qualität der verfeuerten Kohle schließen lässt.
Nach der Verstaatlichung des österreichischen Teils der StEG 1909 ordnete die kkStB die Maschinen als 75.01–06 in ihren Bestand ein.
Verbleib nach dem Ersten Weltkrieg
- 75.01 ČSD, ausgemustert am 25. Februar 1925
- 75.02 ČSD 414.301
- 1939 Böhmen und Mähren Bahn, ausgemustert am 17. Dezember 1940
- Weiterverwendung als Heizlok K 41, ausgemustert (ČSD) am 15. September 1948
- 75.03 ČSD 414.302, ausgemustert am 30. März 1926
- 75.04 PKP Polen dann ČSD, ausgemustert am 8. Juni 1925
- 75.05 PKP Polen dann ČSD, ausgemustert am 8. Juni 1925
- 75.06 ČSD, ausgemustert am 1. Februar 1925